# جادوگر پین‌بال
جادوگر پین‌بال (به انگلیسی: Pinball Wizard) آهنگی است که توسط پیت تاونزند نوشته شده‌است.
این آهنگ توسط گروه راک انگلیسی د هو اجرا شده‌است که آلبوم این آهنگ راک در سال ۱۹۶۹ به نمایش درآمد.